# Équipe cycliste Hess Cycling Team
Hess Cycling Team est une équipe cycliste féminine basée au Royaume-Uni. Elle a été fondée en 2023 et elle évolue depuis au niveau continental.

## Histoire de l'équipe
L'équipe est fondée en 2023 au Luxembourg, sans cacher ses ambitions et un budget jugé conséquent. Pour la saison 2024, elle déménage son enregistrement du Luxembourg au Royaume-Uni.

## Classements UCI
Ce tableau présente les places de l'équipe Hess Cycling Team au classement de l'Union cycliste internationale en fin de saison, ainsi que ses meilleures coureuses au classement individuel.
| Classement UCI | Classement UCI         | Classement UCI                              | Classement UCI |
| Année          | Classement par équipes | Meilleure coureuse au classement individuel |                |
| -------------- | ---------------------- | ------------------------------------------- | -------------- |
| 2023           | 44e                    | Rotem Gafinovitz (194e)                     |                |
| 2024           | -                      | Marjolein van 't Geloof (154e)              |                |
|                |                        |                                             |                |
| Source : UCI   |                        |                                             |                |

Elle peut être invitée à participer à certaines épreuves de l'UCI World Tour féminin.
| UCI World Tour | UCI World Tour         | UCI World Tour                              | UCI World Tour |
| Année          | Classement par équipes | Meilleure coureuse au classement individuel |                |
| -------------- | ---------------------- | ------------------------------------------- | -------------- |
| 2024           | -                      | Nicole Frain (139e)                         |                |
|                |                        |                                             |                |
| Source : UCI   |                        |                                             |                |

## Principales victoires
Cyclisme sur route
- Championnats d'Israël : 3
  - Course en ligne : 2024 (Rotem Gafinovitz)
  - Contre-la-Montre : 2023 et 2024 (Rotem Gafinovitz)

## Hess Cycling Team en 2024

### Effectif
| Effectif 2025                          | Effectif 2025     | Effectif 2025 | Effectif 2025                       |
| Cycliste                               | Date de naissance | Pays          | Équipe précédente                   |
| -------------------------------------- | ----------------- | ------------- | ----------------------------------- |
| Danique Braam                          | 5 septembre 1995  | Pays-Bas      | Chevalmeire (2024)                  |
| Elisabeth Ebras (1 janv.–3 avr.)       | 22 juillet 2004   | Estonie       | UAE Development Team (2024)         |
| Betty Hasse                            | 27 septembre 2002 | États-Unis    |                                     |
| Grace Lister                           | 27 mai 2004       | Royaume-Uni   | DAS-Handsling Bikes (2023)          |
| Alice McWilliam                        | 23 juillet 1995   | Royaume-Uni   | Bianchi Dama (2022)                 |
| Maeve Plouffe                          | 8 juillet 1999    | Australie     | Team dsm-firmenich PostNL (2024)    |
| Natalie Quinn (1 janv.–20 mars)        | 23 décembre 2001  | États-Unis    | EF-Oatly-Cannondale (2024)          |
| Holly Ramsey                           | 4 décembre 2005   | Royaume-Uni   |                                     |
| Kate Richardson (1 janv.–29 mars)      | 12 septembre 2002 | Royaume-Uni   | Lifeplus Wahoo (2024)               |
| Laura Lizette Sander (1 janv.–11 mars) | 15 mai 2004       | Estonie       | AG Insurance-Soudal NXTG (2024)     |
| Laura Süßemilch                        | 23 février 1997   | Allemagne     | Fenix-Deceuninck Continental (2023) |
| Liv Wenzel                             | 8 janvier 2004    | Luxembourg    |                                     |
| Esther Wong (–12 mars)                 | 18 février 2006   | Irlande       |                                     |
| Elena Wu Yan                           | 7 octobre 1996    | États-Unis    | Doltcini O'Shea (2024)              |
|                                        |                   |               |                                     |
| Source : ProCyclingStats               |                   |               |                                     |

### Victoires
| Victoires | Victoires | Victoires | Victoires | Victoires | Victoires |
| Date      | Course    | Pays      | Classe    | Vainqueur |           |
| --------- | --------- | --------- | --------- | --------- | --------- |